# Kamptjärnen (Säfsnäs socken, Dalarna)
Kamptjärnen är en sjö i Ludvika kommun i Dalarna och ingår i Norrströms huvudavrinningsområde.